# Discographie de Tiffany
Tiffany Hwang (née Stephanie Young Hwang, plus connue par son prénom Tiffany) est une chanteuse américaine basée en Corée du Sud. Sa discographie se compose d'un extended play, de dix singles (dont huit en tant qu'artiste en featuring) et douze bandes-son. Elle a débuté en tant que membre du girl group sud-coréen Girls' Generation sous SM Entertainment en août 2007 et a depuis acquis une popularité immense sur la scène musicale asiatique. Tiffany fait aussi partie du sous-groupe de Girls' Generation, Girls' Generation-TTS, et a enregistré des morceaux pour des dramas télévisés et des films.
Sa carrière solo a débuté en mai 2016 avec la sortie de son premier extended play I Just Wanna Dance. L'EP s'est classé à la 3e place du Gaon Album Chart et s'est vendu à plus de 63 154 exemplaires en Corée du Sud. La chanson-titre, "I Just Wanna Dance", s'est classée à la 10e et 8e place du Gaon Digital Chart et du Billboard World Digital Songs. En juin 2016, Tiffany sort la chanson "Heartbreak Hotel", qui était un single promotionnel pour la plateforme numérique musicale de SM Entertainment, SM Station.

## Extended plays
| Titre              | Détails                                                                                         | Meilleure position | Meilleure position | Meilleure position | Meilleure position | Meilleure position | Ventes                     |
| Titre              | Détails                                                                                         | COR                | JPN                | TWN J-Pop          | US World           | US Heat            | Ventes                     |
| ------------------ | ----------------------------------------------------------------------------------------------- | ------------------ | ------------------ | ------------------ | ------------------ | ------------------ | -------------------------- |
| I Just Wanna Dance | - Date de sortie: 11 mai 2016 - Label: SM Entertainment, KT Music - Formats: CD, téléchargement | 3                  | 41                 | 1                  | 3                  | 10                 | - COR: 63 154 - JPN: 4 281 |
| Lips on Lips       | - Date de sortie: 22 février 2019 - Label: Transparent Arts - Formats: CD, téléchargement       |                    |                    |                    |                    |                    |                            |

## Singles

### En tant qu'artiste principale
| Titre                                        | Année | Meilleure position | Meilleure position | Ventes         | Album              |
| Titre                                        | Année | COR                | US World           | Ventes         | Album              |
| -------------------------------------------- | ----- | ------------------ | ------------------ | -------------- | ------------------ |
| "I Just Wanna Dance"                         | 2016  | 10                 | 5                  | - COR: 183 799 | I Just Wanna Dance |
| "Heartbreak Hotel" (featuring Simon Dominic) | 2016  | 84                 | —                  | - COR: 43 427  | single sans album  |
| "Over My Skin"                               | 2018  |                    |                    |                | Over My Skin       |
| "Teach You"                                  | 2018  |                    |                    |                |                    |
| "Born Again"                                 | 2019  |                    |                    |                | Lips On Lips       |
| "Runaway"                                    | 2019  |                    |                    |                | Lips On Lips       |
| "Magnetic Moon"                              | 2019  |                    |                    |                |                    |

### Collaborations
| Titre                                                                                  | Année | Meilleure position | Ventes (DL)     | Album                                   |
| Titre                                                                                  | Année | COR Gaon           | Ventes (DL)     | Album                                   |
| -------------------------------------------------------------------------------------- | ----- | ------------------ | --------------- | --------------------------------------- |
| "Love Hate" (avec Jessica et Seohyun)                                                  | 2008  | —                  | NC              | single sans album                       |
| "Mabinogi" (avec Jessica et Seohyun)                                                   | 2008  | —                  | NC              | single sans album                       |
| "Cabi Song" (avec Taeyeon, Jessica, Sunny, Yuri, Seohyun, Chansung, Jun.K et Taecyeon) | 2010  | —                  | NC              | single sans album                       |
| "You Are A Miracle" (avec plusieurs artistes)                                          | 2013  | 32                 | - COR: 53 496+  | 2013 SBS Gayo Daejun Friendship Project |
| "Talk About Love" (avec plusieurs artistes)                                            | 2014  | —                  | NC              | single sans album                       |
| "Shut Up" (au sein de Unnies)                                                          | 2016  | 3                  | - COR: 724 088+ | single sans album                       |
| "—" signifie que le morceau ne s'est pas classé ou n'est pas sorti dans cette région.  |       |                    |                 |                                         |

### En featuring
| Titre                                                                                 | Année | Meilleure position | Ventes (DL) | Album              |
| Titre                                                                                 | Année | COR Gaon           | Ventes (DL) | Album              |
| ------------------------------------------------------------------------------------- | ----- | ------------------ | ----------- | ------------------ |
| "The Secret" (Kim Dong-wan featuring Tiffany)                                         | 2008  | —                  | NC          | The Secret         |
| "A Girl, Meets Love" (K.Will featuring Tiffany)                                       | 2009  | —                  | NC          | Dropping the Tears |
| "Feeling Only You" (The Blue featuring Tiffany et Sooyoung)                           | 2009  | —                  | NC          | The First Memories |
| "QnA" (Han Hee-joon featuring Tiffany)                                                | 2015  | 158                | NC          | Non-album single   |
| "Don't Speak" (Far East Movement ft. Tiffany & King Chain)                            | 2016  | —                  | NC          | Identity           |
| "—" signifie que le morceau ne s'est pas classé ou n'est pas sorti dans cette région. |       |                    |             |                    |

## Bandes-son
| Titre                                                                                 | Année | Meilleure position | Meilleure position | Ventes         | Album (bande-son)                         |
| Titre                                                                                 | Année | COR Gaon           | COR Hot 100        | Ventes         | Album (bande-son)                         |
| ------------------------------------------------------------------------------------- | ----- | ------------------ | ------------------ | -------------- | ----------------------------------------- |
| "Touch the Sky" (avec Taeyeon, Jessica, Sunny et Seohyun)                             | 2007  | —                  | —                  | NC             | Thirty Thousand Miles in Search of My Son |
| "The Little Boat" (avec Taeyeon, Jessica, Sunny et Seohyun)                           | 2008  | —                  | —                  | NC             | Hong Gildong                              |
| "By Myself"                                                                           | 2009  | —                  | —                  | NC             | Ja Myung Go                               |
| "Motion" (avec Taeyeon, Jessica, Sunny et Seohyun)                                    | 2009  | —                  | —                  | NC             | Heading to the Ground                     |
| "Ring"                                                                                | 2010  | 26                 | —                  | NC             | Haru                                      |
| "Haechi" (avec Taeyeon, Jessica, Sunny et Seohyun)                                    | 2010  | —                  | —                  | NC             | My Friend Haechi                          |
| "Because It's You"                                                                    | 2012  | 42                 | 40                 | - COR: 95 908  | Love Rain                                 |
| "Rise and Shine" (avec Kyuhyun)                                                       | 2012  | 37                 | 34                 | - COR: 140 294 | To the Beautiful You                      |
| "One Step Closer"                                                                     | 2013  | 39                 | 46                 | - COR: 100 049 | All About My Romance                      |
| "Cheap Creeper" (avec Taeyeon, Jessica, Sunny et Seohyun)                             | 2014  | —                  | —                  | NC             | Make Your Move                            |
| "Good Life" (avec Henry)                                                              | 2014  | —                  | —                  | NC             | Final Recipe                              |
| "Only One"                                                                            | 2015  | 90                 | —                  | - COR: 18 141  | Blood                                     |
| "—" signifie que le morceau ne s'est pas classé ou n'est pas sorti dans cette région. |       |                    |                    |                |                                           |

## Autres chansons classées
| Titre                                                                                 | Année | Meilleure position | Meilleure position | Meilleure position | Ventes         | Album              |
| Titre                                                                                 | Année | COR Gaon           | COR Hot 100        | US World           | Ventes         | Album              |
| ------------------------------------------------------------------------------------- | ----- | ------------------ | ------------------ | ------------------ | -------------- | ------------------ |
| "Talk to Me" (avec Jessica)                                                           | 2010  | 28                 | —                  | —                  | NC             | Oh!                |
| "Lost in Love" (avec Taeyeon)                                                         | 2013  | 30                 | 45                 | —                  | - COR: 172 408 | I Got a Boy        |
| "Talk"                                                                                | 2016  | 79                 | —                  | —                  | - COR: 31 097  | I Just Wanna Dance |
| "Fool"                                                                                | 2016  | 116                | —                  | —                  | - COR: 21 604  | I Just Wanna Dance |
| "What Do I Do"                                                                        | 2016  | 113                | —                  | —                  | - COR: 22 337  | I Just Wanna Dance |
| "Yellow Light"                                                                        | 2016  | 135                | —                  | —                  | - COR: 19 865  | I Just Wanna Dance |
| "Once in A Lifetime"                                                                  | 2016  | 126                | —                  | —                  | - COR: 21 636  | I Just Wanna Dance |
| "What Do I Do" (version anglaise)                                                     | 2016  | —                  | —                  | 14                 | NC             | I Just Wanna Dance |
| "—" signifie que le morceau ne s'est pas classé ou n'est pas sorti dans cette région. |       |                    |                    |                    |                |                    |

## Vidéoclips
| Titre                                                              | Année                         | Réalisateur                   |
| En tant qu'artiste principale                                      | En tant qu'artiste principale | En tant qu'artiste principale |
| ------------------------------------------------------------------ | ----------------------------- | ----------------------------- |
| "I Just Wanna Dance"                                               | 2016                          | inconnu                       |
| "Heartbreak Hotel" (featuring Simon Dominic)                       | 2016                          | inconnu                       |
| "Remember Me"                                                      | 2018                          | The Rascals                   |
| "Over my Skin"                                                     | 2018                          | Proper Form                   |
| "Teach You"                                                        | 2018                          | VM Project Architecture       |
| "Born Again"                                                       | 2019                          | Niko LaMere                   |
| "Lips On Lips"                                                     | 2019                          | AJR Films                     |
| "Runaway" (featuring Babyface & Chloe Flower)                      | 2019                          | AJR Films                     |
| En featuring                                                       |                               |                               |
| "Don't Speak" (Far East Movement featuring Tiffany and King Chain) | 2016                          | Rigend Film                   |